# رادوبیچ
رادوبیچ (به صربی: Radobić) یک منطقهٔ مسکونی در صربستان است که در میونیتسا واقع شده‌است.